# دونگه ژاپسکو
دونگه ژاپسکو (به صربی: Donje Žapsko) یک منطقهٔ مسکونی در صربستان است که در ناحیه پچینیا واقع شده‌است. دونگه ژاپسکو ۴۲۱ نفر جمعیت دارد.